# Need for Speed: Carbon
 (mars 2020).
Si vous disposez d'ouvrages ou d'articles de référence ou si vous connaissez des sites web de qualité traitant du thème abordé ici, merci de compléter l'article en donnant les références utiles à sa vérifiabilité et en les liant à la section « Notes et références ».
Need For Speed: Carbon est un jeu vidéo de course développé par EA Black Box et édité par Electronic Arts sorti en 2006 sur PlayStation 2, Wii, Windows, GameCube, PlayStation 3, Xbox, Xbox 360. La version sur consoles portables (GBA, Nintendo DS et PSP) est sous titrée Own The City et est différente de celle sur console de salon

## Trame

### Histoire
Les courses ont lieu dans la ville de Palmont City, ainsi que dans les canyons. Le joueur doit mener une guerre sans merci pour le contrôle de la ville, prenant tous les risques pour conquérir les différentes zones de la ville, quartiers par quartiers. Le seul but est alors de remporter les courses de voitures. La police viendra mettre de l'ordre dans ces compétitions illégales.

## Système de jeu

### Généralités
La police réapparue à l'occasion de Need for Speed: Most Wanted est également partie intégrante de Need for Speed: Carbon.
Chaque rival dispose de caractéristiques différentes et fait partie de l'un des trois groupes suivants : tuning (bonne tenue de route, accélération et vitesse de pointe), muscle car (très bonne accélération, vitesse de pointe peu élevée, tenue de route spéciale) ou exotique (grande vitesse de pointe au détriment de l'accélération). Par ailleurs, un coéquipier peut aider le joueur pendant les courses.
La ville est divisée en 3 zones contenant chacune 5 quartiers que le joueur peut conquérir, puis une zone finale déblocable, de 7 quartiers.
Le jeu dispose d'un tout nouveau système de customisation. Cet outil appelé Autosculpt permet au joueur de personnaliser sa voiture au maximum, en réglant la taille de chaque élément.

## Distribution
- Emmanuelle Vaugier : Nikki
- Chris Gauthier : Neville
- Noah Danby : Samson
- Steve Lawlor (VF : Waléry Doumenc) : Colin
- Tahmoh Penikett : Darius
- Dean McKenzie : Cross
- Danielle Kremeniuk : Angie
- Dave 'Foots' Footman : David
- Shaw Madson : Wolf
- Ken Kirby : Kenji
- Elias Toufexis : Sal Mustalla
- Melody : Yumi
- Chad Archer : Kasparov
- Dan Rizzuto : Mysterious stranger
- Ty Arcand : Disco Patron
- Nicolette Bujdos : F. Potter
- Cheryl Dee Chung, Heather Johnson : Flag Girl
- Brian Scolaro, Joseph May, Josh Keaton, Archie Kao : (voix diverses)
- Harry Johnson, Bob Neill, Pepper Sweeney, Robert Clotworthy : (voix policiers)

## Bande-son
La musique originale du jeu est signée par Trevor Morris. Par ailleurs, de nombreux morceaux préexistants sont intégrés à la bande-son du jeu.
Hip-hop
- Ekstrak -  Hard Drivers
- Pharrell - Show You How to Hustle
- Part 2 & Fallacy - One of Dem Days (remix)
- Spank Rock - What It Look Like
- Tigarah - Girl Fight (Mr. D Hyphy Remix)
- Sway - Hype Boys
- Roots Manuva - No Love
- Lady Sovereign - Love me or Hate Me
- Grandmaster Flash and the Furious Five - Scorpio
- Dynamite MC - After Party ; Bounce

Rock
- Eagles of Death Metal - Don't Speak (I Came to Make a Bang!)
- Priestess - I Am The Night, Colour Me Black
- Wolfmother - Joker and the Thief
- Valient Thorr - Heatseeker
- The Vacation - I'm no Good
- The Bronx - Around the Horn
- Metro Riots - Thee Small Faces
- Every Move a Picture - Signs of Life
- Kyuss - Hurricane

Electro
- Ladytron - Sugar (Jagz Kooner Remix) ; Fighting in Built Up Areas
- Justice (groupe) - Genesis
- Yonderboi - Peaple Always Talk About the weather (Junkie XL Remix)
- Gary Numan - Are 'Friends' Electric ?
- Goldfrapp - Ride A White Horse (Serge Santiago Remix)
- Tomas Andersson - Washing Up (Tiga Remix)
- The Presets - Steamworks
- Tiga - Good As Gold
- Vitalic - My Friend Dario
- Melody - Feel the Rush (Junkie XL Remix)

## Own the City
Need for Speed Carbon: Own The City, la version pour consoles portables, propose un scénario différent du jeu principal.
Le joueur incarne le frère de Mick, mort lors d'une course à laquelle on a participé. À l'hôpital, c'est Sarah (la petite amie de Mick) et Carter (un coéquipier et ami de Mick) qui vous apprennent la nouvelle. Vous décidez donc de savoir qui a tué votre frère, aidé de Carter. Pour cela, il vous faut reconquérir la ville, qui a été répartie entre les différentes bandes rivales après l'accident de Mick, pour espérer recevoir une aide des autres bandes.
Les versions PSP et Nintendo DS se déroulent dans un environnement nettement plus urbain : il n'y a pas de canyon. Il s'agit en fait de Rockport (ville de Most Wanted) en mode « miroir » c'est-à-dire que tous les éléments y sont inversés, il y a également le nord qui est décalé à l'Ouest modifiant la perception.

## Accueil

### Critique
Need For Speed: Carbon a reçu des appréciations plutôt positives de la part de la presse spécialisée. Le site Metacritic lui attribue un score de 78 % sur une moyenne de 11 critiques. IGN, Jeuxvideo.com et Gamekult lui octroient respectivement la note de 7,4/10, 16/20 et 7/10,,.
Les critiques saluent les changements dans le gameplay, notamment, le mode drift, les courses dans les canyons, rappelant Fast and Furious: Tokyo Drift, ainsi que le concept de clan. Le scénario est jugé classique par IGN et Jeuxvidéo.com, mais fonctionnel. La bande-son ainsi que les effets sonores sont appréciés, les musiques sont dans l'ambiance, les bruits de moteurs très plaisants et le doublage est réussi. Gamekult indique la présence agréable de discussions sur la course pendant cette dernière.
Selon Hosteel de Gamekult, la personnalisation est de mise dans cet opus, la prise en main est rapide et la présence d'un mode multijoueur est apprécié. Il relève cependant un manque de vie au sein de la ville, ou seule la police est vraiment présente, ainsi qu'une durée de vie un peu trop courte. Ce dernier point est également pointé du doigt par Raviol, dans sa critique sur Jeuxvideo.com.
Ce dernier conclut que la franchise trouve une seconde jeunesse et a fait les bons choix pour nous tenir en haleine, sans aucune lassitude.

### Ventes
Need for Speed: Carbon s'est vendu à 3,2 millions d'exemplaires aux États-Unis.